# Marian Anderson House
Das Marian Anderson House ist ein Wohngebäude historischer Bedeutung in South Philadelphia.
Das zweistöckige Reihenhaus wurde laut historischen Stadtkarten zwischen 1862 und 1874 im Italianate-Stil aus Backsteinziegeln und mit einem Flachdach erbaut. Die Grundfläche ist L-förmig. Um das Jahr 1925 wurde über dem rückwärtigen, ursprünglich eingeschossigem Küchenflügel ein Wohnstudio angebaut. Von 1928 bis 1940 erfuhr das Marian Anderson House umfangreiche Renovierungsarbeiten. Dabei wurde unter anderem die Fassade erneuert und vor dem Eingang eine Treppe errichtet. Von 1924 bis 1943 lebte hier die amerikanische Opernsängerin Marian Anderson. Die Wände in der Eingangshalle sowie im ersten Stock sind mit Holzleisten verziert, so dass sie wie eine Täfelung wirkt. Diese Inneneinrichtung geht wahrscheinlich auf den Architekten Orpheus Hodge Fisher zurück, den Ehemann von Marian Anderson. Heute residiert in dem Haus die Marian Anderson Historical Society.
Am 14. April 2011 wurde das Marian Anderson Haus in das National Register of Historic Places aufgenommen.